# Starzyński
Starzyński (forma żeńska: Starzyńska; liczba mnoga: Starzyńscy) – polskie nazwisko. Na początku lat 90. XX wieku w Polsce nosiły je 4071 osoby. Nazwisko pochodzi od nazwy miejscowej Starczewo i jest najbardziej rozpowszechnione we wschodniej środkowej Polsce.

## Osoby noszące nazwisko
- Andrzej Starzyński (1883–1970) – polski nauczyciel, działacz oświatowy i harcmistrz;
- Filip Starzyński (ur. 1991) – polski piłkarz;
- Filip Starzyński (ur. 1993) – polski hokeista;
- Irena Starzyńska (1932–2017) – polska lekkoatletka;
- Irina Starzyńska (ur. 1970) – ukraińska siatkarka;
- Jan Starzyński (ur. 1955) – polski prawnik;
- Janina Katelbach-Starzyńska (1927–2014) – polska aktorka i reżyserka teatralna;
- Józef Starzyński (1890–1961) – polski rzeźbiarz;
- Juliusz Starzyński (1906–1974) – polski historyk sztuki;
- Leszek Starzyński (1922–1990) – żołnierz Wojska Polskiego;
- Marcin Starzyński (ur. 1981) – polski historyk;
- Maria Starzyńska (1929–2010) – polska pisarka i publicystka;
- Mieczysław Starzyński (1891–1942) – polski podpułkownik;
- Piotr Starzyński (1950–1993) – działacz opozycji;
- Roman Starzyński (1890–1938) – polski działacz niepodległościowy;
- Stanisław Starzyński (1853–1935) – polski prawnik i polityk;
- Stanisław Doliwa Starzyński (1784–1851) – polski poeta, dramatopisarz, tłumacz i prozaik;
- Stefan Starzyński (1893–1939) – polski polityk, ekonomista i publicysta;
- Tadeusz Starzyński (1903–1970) – polski prawnik i policjant;
- Tadeusz Starzyński (1923–2001) – polski lekkoatleta;
- Teofil Starzyński (1878–1952) – polski lekarz;
- Teresa Starzyńska (ur. 1952) – polski lekarz internista i gastroenterolog;
- Wacław Starzyński (1910–1976) – polski kolarz szosowy;
- Wojciech Starzyński (ur. 1943) – polski lekarz weterynarii, działacz społeczny i samorządowiec;
- Zdzisław Starzyński (1932–2003) – polski hokeista na trawie.